# Millionnaires de Vancouver
Les Millionnaires de Vancouver sont une équipe professionnelle de hockey sur glace basée à Vancouver en Colombie-Britannique au Canada. Ils évoluent dans l'Association de hockey de la Côte du Pacifique – plus généralement connue sous le sigle PCHA pour Pacific Coast Hockey Association – entre 1911 et 1922 puis ils rejoignent la Western Canada Hockey League jusqu'en 1926. En 1922, l'équipe change de nom et devient les Maroons de Vancouver. L'équipe remporte en 1914-1915 la Coupe Stanley, il s'agit de l’unique fois qu'une équipe de Vancouver remporte le trophée.

## Historique

### Les débuts (1911-1915)
Le 7 décembre 1911, les frères Patrick, Frank et Lester, ayant utilisé les finances de leur père, Joseph Patrick, annoncent la création d'une nouvelle ligue de hockey au Canada : l'Association de hockey de la Côte du Pacifique. Ils décident de mettre en place trois équipes : les Senators de Victoria, les Royals de New Westminster et enfin les Millionnaires de Vancouver. Frank Patrick décide de prenre le rôle de propriétaire, dirigeant, entraîneur et défenseur des Millionnaires de Vancouver.
Les Millionnaires font leurs débuts dans la PCHA le 5 janvier 1911 lors d'une rencontre contre les Royals ; seulement 5 000 personnes assistent à la victoire des joueurs locaux sur le score de 8-3. Le 5 mars, lors d'une victoire 10-6 de Vancouver sur New Westminster, Frank Patrick inscrit six buts à lui tout seul, un record pour un défenseur qui ne sera jamais battu dans la PCHA. Le 19 mars, les Royals comptent huit victoires et six défaites alors que les Millionnaires sont à sept victoires et six défaites ; le match entre les deux équipes peut donc être décisif et, effectivement, avec une victoire 7-5 les Royals décrochent le premier titre de champions de la PCHA. Avec vingt-quatre buts à la fin de la première saison, Frank Patrick est le défenseur le plus prolifique de la PCHA alors qu'Édouard Lalonde finit meilleur buteur de toute la PCHA avec vingt-sept buts, pour l'unique saison qu'il joue dans la PCHA.
Pour la deuxième saison, Lalonde quitte donc l'équipe pour retourner jouer dans  l'Association nationale de hockey pour les Canadiens de Montréal alors que Frank « Cyclone » Taylor fait le chemin inverse en quittant les Sénateurs d'Ottawa pour rejoindre Vancouver. 7 000 personnes assistent à la première rencontre de Taylor à Vancouver, une victoire 7-2 contre New Westminster ; lors de la rencontre suivante à domicile, la salle de Vancouver fait pour la première fois de son histoire le plein. Victoria termine premier de la saison devant Vancouver.
Frank Patrick devient le troisième président de la PCHA pour la saison 1913-1914. La saison voit les débuts de Didier Pitre avec les Millionnaires mais ces derniers finissent derniers la saison.

### La Coupe Stanley (1915)

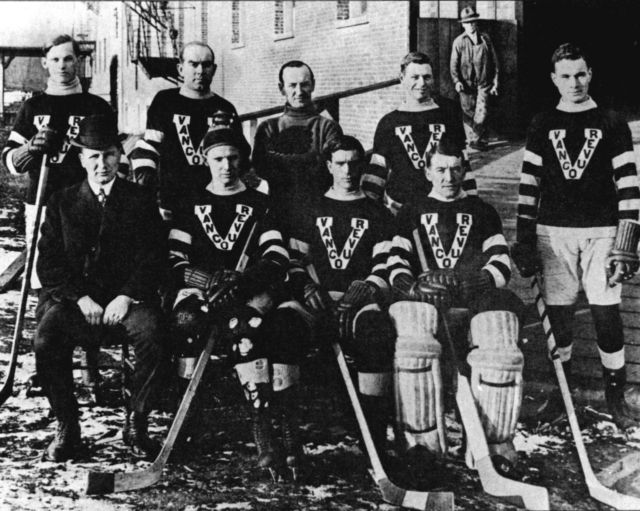
L'équipe 1914-1915 des Millionnaires de Vancouver remporte la Coupe Stanley.

Au début de la saison 1914-1915, les dirigeants décident de copier l'Association nationale de hockey et il est décidé de mettre des numéros dans le dos des joueurs afin que le public puisse plus facilement suivre ses joueurs vedettes. Avec trente-trois buts à la fin de la saison, Mickey MacKay, joueur de Vancouver, est le meilleur buteur de la PCHA et son coéquipier, Cyclone Taylor est le meilleur pointeur de la saison avec un total de quarante-cinq points.
Avec treize victoires et quatre défaites, les Millionnaires de Vancouver sont la meilleure équipe de la PCHA ; ils lancent alors un défi aux Sénateurs d'Ottawa de l'Association nationale de hockey. Les matchs ont lieu à Vancouver, et malgré l'absence de Silas Griffis, le capitaine de l'équipe qui se casse la jambe lors du dernier match de la saison régulière, les Millionnaires deviennent la première équipe de la ville à remporter la Coupe Stanley. Ils remportent en effet les trois rencontres : 6-2, 8-3 et 12-3. Taylor est une nouvelle fois le meilleur pointeur de l'équipe, et de la finale, en inscrivant sept points en trois matchs. 
L'effectif sacré champion est le suivant :
- Gardien de but : Hugh Lehman
- Défenseurs : Lloyd Cook, Silas Griffis (capitaine), Frank Patrick (président, entraîneur et joueur), Jim Seaborn, Ken Mallen
- Rover[Note 1] :  Frederick « Cyclone » Taylor
- Centres : Mickey MacKay et Johnny Matz
- Ailiers : Barney Stanley et Frank Nighbor

Lors de la saison suivante, la PCHA accueille une quatrième équipe dans ses rangs : les Metropolitans de Seattle entraînés par Pete Muldoon. Les joueurs de Portland finissent à la première place du classement avec treize victoires et cinq défaites.  Taylor est une nouvelle fois le meilleur compteur de la saison avec trente-cinq points alors que Bernie Morris de Seattle termine meilleur buteur avec vingt-trois buts.
Portland devient la première équipe basée aux États-Unis à participer à un défi de la Coupe Stanley ; opposés aux Canadiens de Montréal, les Rosebuds sont battus au meilleur des cinq matchs trois rencontres à deux, le dernier match se finissant sur le score de 2-1 avec un but de George « Goldie » Prodgers.

## Statistiques saison après saison
| Saison    | Ligue | PJ | V  | D  | N | BP  | BC  | Classement           | Séries éliminatoires |
| --------- | ----- | -- | -- | -- | - | --- | --- | -------------------- | --- |
| 1912      | PCHA  | 15 | 7  | 8  | 0 | 102 | 94  | Deuxièmes sur trois  | - |
| 1912-1913 | PCHA  | 16 | 7  | 9  | 0 | 84  | 89  | Deuxièmes sur trois  | - |
| 1913-1914 | PCHA  | 15 | 6  | 9  | 0 | 76  | 83  | Troisièmes sur trois | - |
| 1914-1915 | PCHA  | 17 | 13 | 4  | 0 | 115 | 71  | Premiers sur trois   | 3-0 : victoire en finale de la Coupe Stanley contre les Sénateurs d'Ottawa                                                                       |
| 1915-1916 | PCHA  | 18 | 9  | 9  | 0 | 75  | 69  | Deuxièmes sur quatre | |
| 1916-1917 | PCHA  | 24 | 14 | 9  | 0 | 71  | 124 | Deuxièmes sur quatre | |
| 1917-1918 | PCHA  | 18 | 9  | 9  | 0 | 70  | 60  | Deuxièmes sur trois  | 2-0 : victoire en finale de la PCHA contre les Metropolitans de Seattle 2-3 : défaite en finale de la Coupe Stanley contre les Arenas de Toronto |
| 1919      | PCHA  | 20 | 12 | 8  | 0 | 72  | 55  | Premiers sur trois   | défaite en finale de la PCHA |
| 1919-1920 | PCHA  | 22 | 11 | 11 | 0 | 75  | 65  | Deuxièmes            | |
| 1920-1921 | PCHA  | 24 | 13 | 11 | 0 | 86  | 79  | Premiers             | |
| 1921-1922 | PCHA  | 24 | 12 | 12 | 0 | 77  | 68  | Deuxièmes            | |
| 1922-1923 | PCHA  | 30 | 17 | 12 | 1 | 116 | 88  | Premiers             | |
| 1923-1924 | PCHA  | 30 | 13 | 16 | 1 | 87  | 80  | Deuxièmes            | |
| 1924-1925 | WCHL  | 28 | 12 | 16 | 0 | 91  | 102 | Cinquièmes           | |
| 1925-1926 | WHL   | 30 | 10 | 18 | 2 | 64  | 90  | Sixièmes             | |

## Palmarès
L'équipe a gagné la Coupe Stanley en 1915 contre les Sénateurs d'Ottawa (3 matchs à 0).
 Elle a également participé à la finale en 1918 (première saison de la Ligue nationale de hockey), 1921 et 1922.
C'est la seule équipe de Vancouver à avoir gagné la Coupe Stanley.